# Превъзпитай татко
„Превъзпитай татко“ (на английски: Getting Even with Dad) е американска комедия от 1994 г. на режисьора Хауърд Дойч, по сценарий на Том С. Паркър и Джим Дженеуейн, и главните роли се изпълняват от Маколи Кълкин и Тед Дансън.